# Royalteen
Royalteen és una pel·lícula noruega de 2022 dirigida per Per-Olav Sørensen i Emilie Beck. Està basada en el llibre Arvingen. Halve kongeriket 1, escrit per Randi Fuglehaug i Anne Gunn Halvorsen. Es va estrenar el dia 17 d'agost de 2022 a Netflix. S'ha subtitulat al català.

## Sinopsi
Quan el príncep Karl Johan (Kalle pels amics) i la nouvinguda Lena comencen a desenvolupar sentiments l'un per l'altre, la Lena n'està encantada però també n'és escèptica per molts motius. Kalle surt habitualment als tabloides i blogs de xafarderies, un dels quals gestionava la Lena fins que la van descobrir. La Lena és plenament conscient que festejar amb l'hereu al tron els podria posar a tots dos en una situació impossible malgrat que no ha dit ni a en Kalle ni a ningú més el seu secret més gran, que també és la raó per la qual se'n va anar de la seva ciutat natal.

## Repartiment
- Ines Høysæter Asserson com a Lena.
- Veslemøy Mørkrid com a Liske Karlsvik, mare de Lena.
- Mathias Storhøi com a príncep Kalle.
- Elli Rhiannon Müller Osborne com a Margrethe.
- Sunniva Lind Høverstad com a Renate.
- Pål Richard Lunderby com a periodista.
- Amalie Sporsheim com a Ingrid.
- Filip Bargee Ramberg com a Fanny.
- Kirsti Stubø com a Dronningen.
- Vår Sørensen Grønlie com a Astrid.
- Petter Width Kristiansen com a Pappa.
- Christian Ruud Kallum com a Ove.
- Carmen Andrea Høilund com a Guro.
- Niels Halstensen Skåber com a Gunnar.
- Martin Grid Toennesen com a guardaespatlles del príncep Kalle.